# Pasaporte de Kiribati
El pasaporte de Kiribati es un documento de viaje internacional emitido para los ciudadanos de Kiribati.

## Requisitos de visa
Para enero de 2020, Kiribati tenía acceso sin visado o con visado a la llegada a 122 países y dependencias, lo que colocaba al pasaporte de Kiribati en el puesto 48 en el Índice de Restricciones de Visa.